# Rádio Lajes
A Rádio Lajes é uma rádio portuguesa fundada no dia 8 de agosto de 1947, nos Açores. É a rádio da Força Aérea Portuguesa. Foi idealizada por um grupo de militares da Base Aérea N.º 4, e autorizada pelo então Ministro das Comunicações. Entre 1962 e 1970 verificou-se uma interrupção nas emissões, tendo esta voltado em 1971, sem interrupção até aos dias de hoje.
Após um processo de reequipamento, a partir de 12 de junho de 1992, a Rádio Lajes passou a emitir em AM e FM, com uma programação distinta para cada frequência. A 11 de outubro de 2004, foi elaborada uma reconversão da Rádio Lajes, visando o aproveitamento desta rádio na perspetiva informativa, formativa, lúdica, de divulgação e valorização da imagem da Força Aérea, a qual veio dar origem à atual estação.